# Luidia sarsii
Luidia à cinq bras
Espèce
Synonymes
- Astrella simplex Perrier in Milne-Edwards, 1882[1]
- Luidia paucispina von Marenzeller, 1893[1]
- Luidia sarsi Düben & Koren in Düben, 1844[1]

Luidia sarsii, communément appelée la Luidia à cinq bras ou Luidia de Sars, est une espèce d'étoiles de mer de la famille des Luidiidae. et commune dans l'océan Atlantique et en Méditerranée.

## Systématique
L'espèce Luidia sarsii a été décrite en 1844 par le naturaliste suédois Magnus Wilhelm von Düben (d) (1814-1845) et Koren (d) (1809-1885).

## Répartition
Luidia sarsii se rencontre dans l'Atlantique nord-est, en Méditerranée, en mer Celtique, dans la Manche et en mer d'Irlande. Cette espèce est présente entre 10 et 1 292 m de profondeur.

## Description

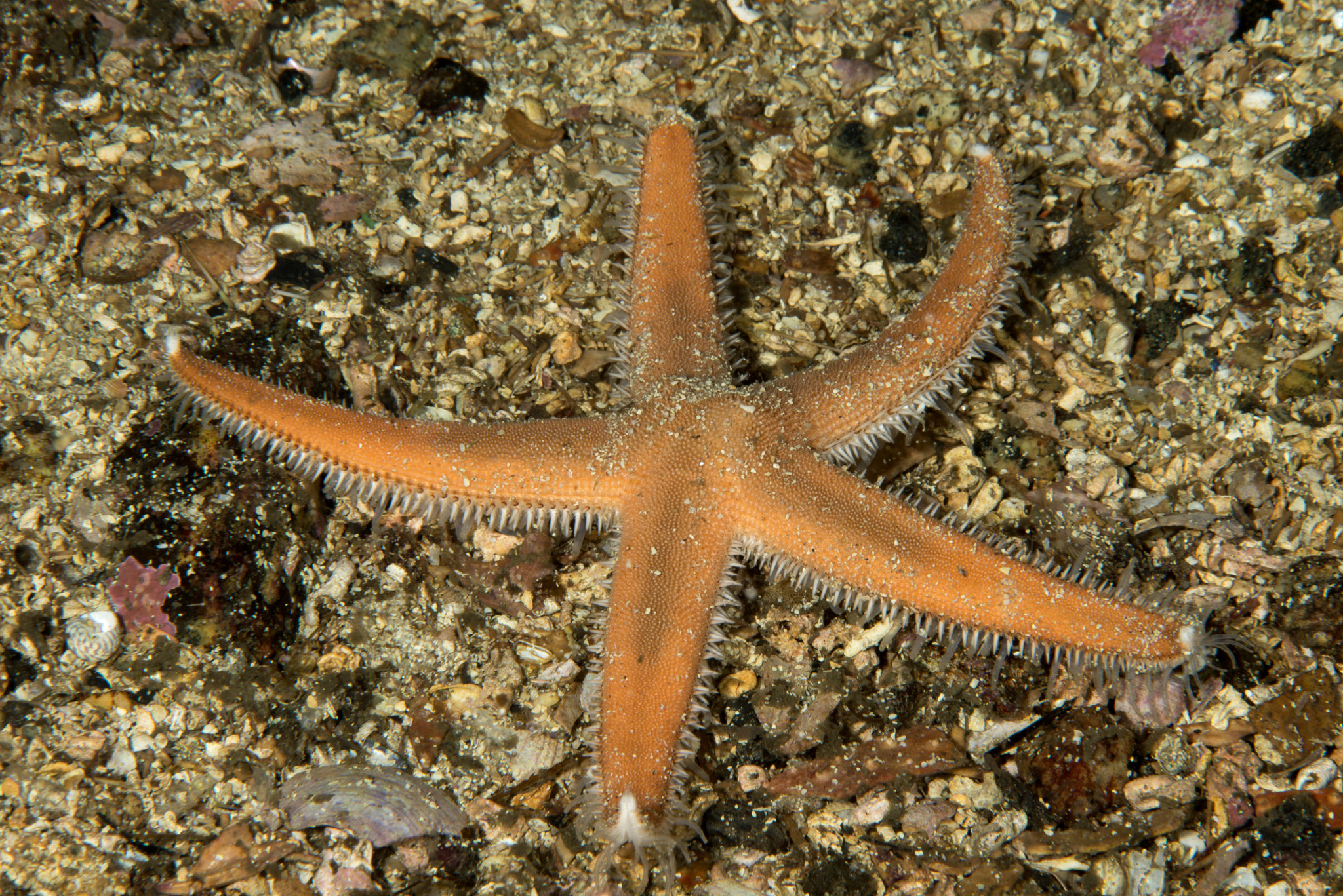
Luidia sarsii.
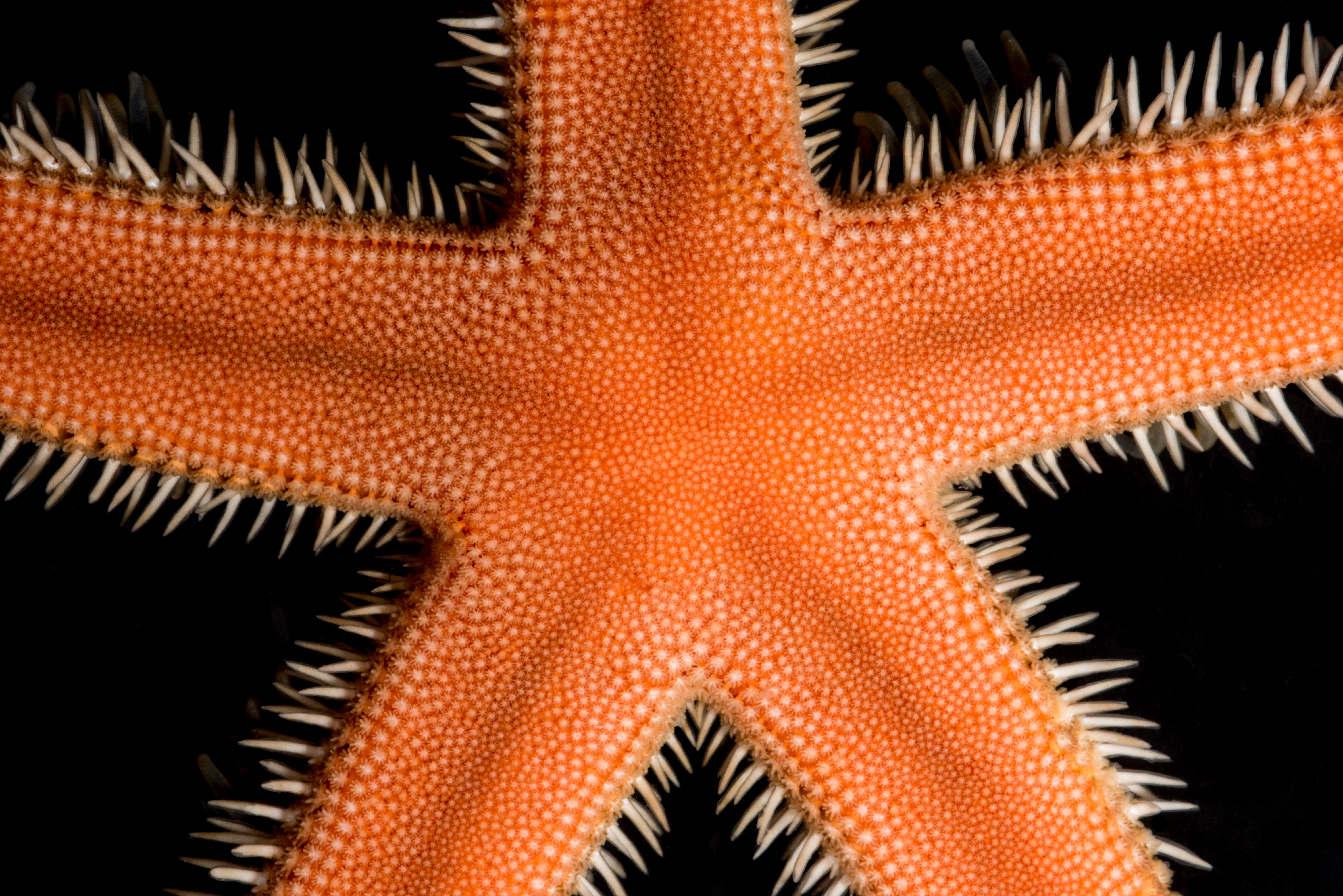
Disque central.
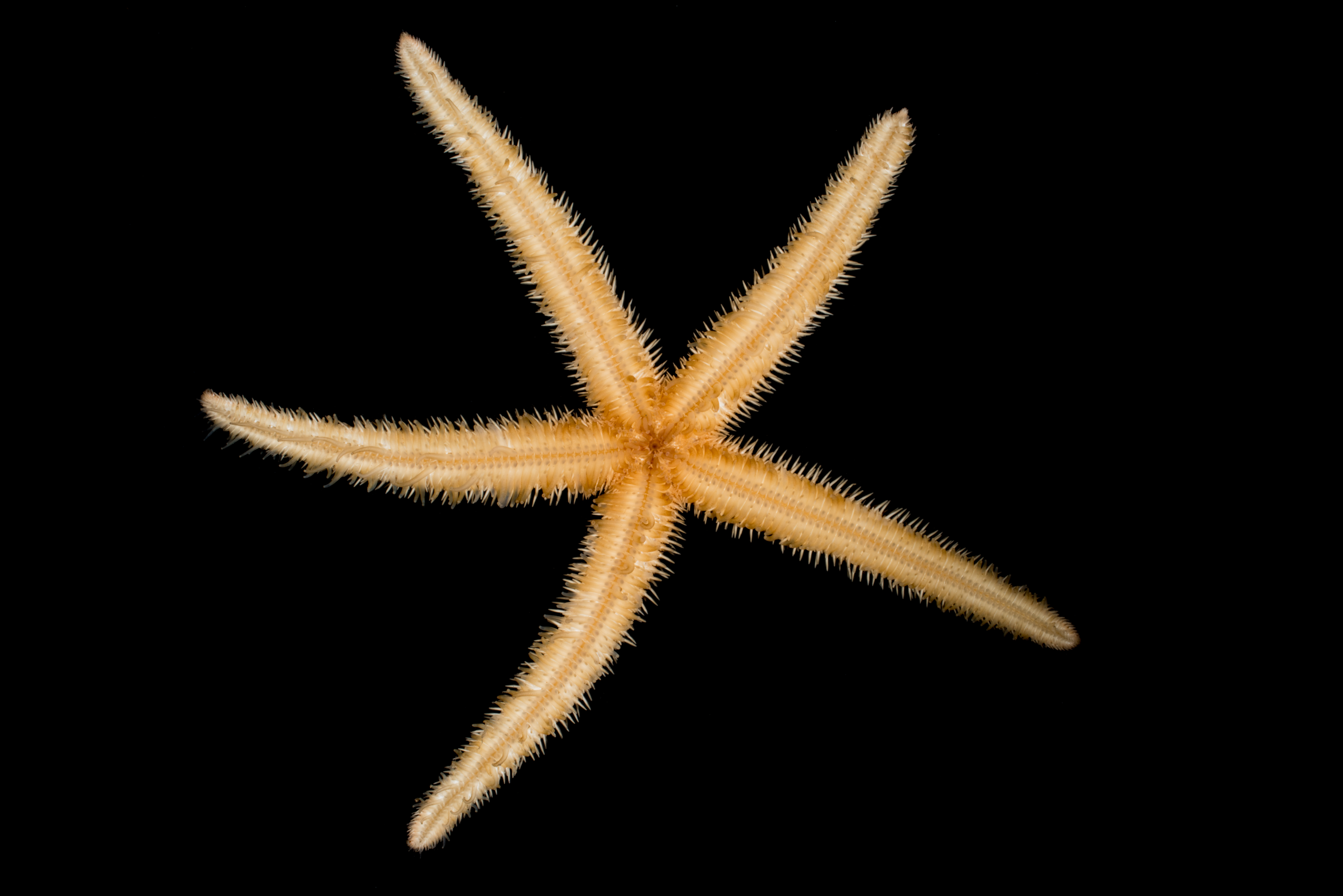
Face orale.
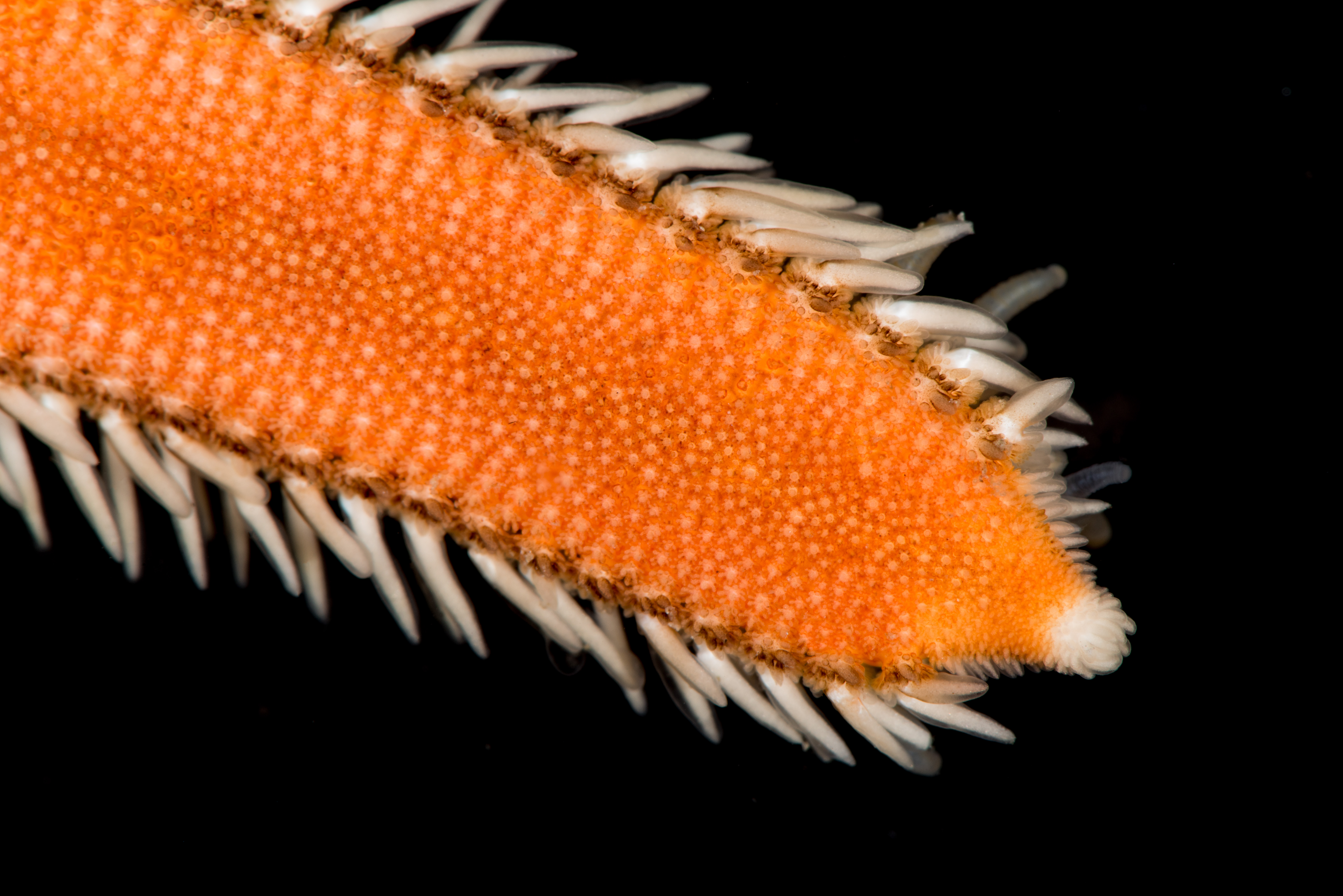
Détail du bras.
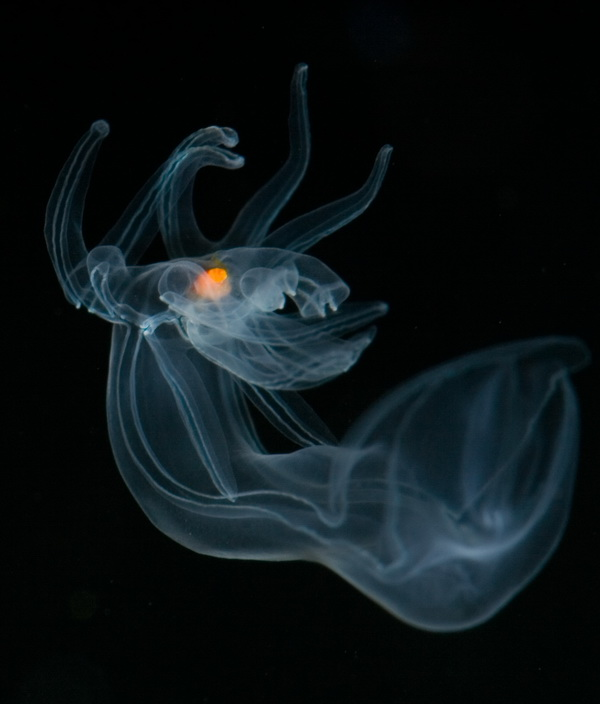
Stade larvaire de Luidia sarsii.

## Liste des sous-espèces
Selon World Register of Marine Species (18 octobre 2021) :
- sous-espèce Luidia sarsii africana Sladen 1889
- sous-espèce Luidia sarsii elegans Perrier 1875
- sous-espèce Luidia sarsii sarsii Duben & Koren in Duben 1845

## Étymologie
Son épithète spécifique, sarsii, lui a très probablement été donnée en l'honneur du naturaliste et prêtre norvégien Michael Sars (1805-1869).

## Publication originale
- (sv) von Düben, « Norriges Hafs-fauna », Öfversigt af Kongl. Vetenskaps-Akademiens Förhandlingar, Stockholm, Inconnu, vol. 1,‎ 1844, p. 110-116 (ISSN 1100-4622, OCLC 6303212, lire en ligne).